# مايكل داني ستيفنز
مايكل د. ستيفنز هو بحار في البحرية الأمريكية شغل منصب قائد البحرية (MCPON). حيث أصبح القائد الثالث عشر للأسطول الأمريكي في 28 سبتمبر 2012، عندما تسلم القيادة (MCPON) من ريك داني ويست المنتهية ولايته. وخلفه ستيفن س. جيوردانو في 2 سبتمبر 2016.

## النشأة والتعليم
نشأ ستيفنز في مونتانا. وتخرج من مدرسة آرلي الثانوية في مايو 1983.
ستيفنز حاصل على درجة البكالوريوس في العلوم من Excelsior College وأكمل: كلية جون ف. كينيدي الحكومية بجامعة هارفارد في مجال "القيادة في الأزمات"؛ واجتاز عدة دورات مثل: كبار الملتحقين بالتعليم العسكري المهني ؛ كبار المجندين التعليم العسكري المهني المشترك ؛ ودورة جامعة الدفاع الوطني كيستون.
حصل ستيفنز على جائزة Peter Tomich المرموقة للتميز العسكري الاستثنائي من الأكاديمية العليا المسجلين.

## عمله في البحرية

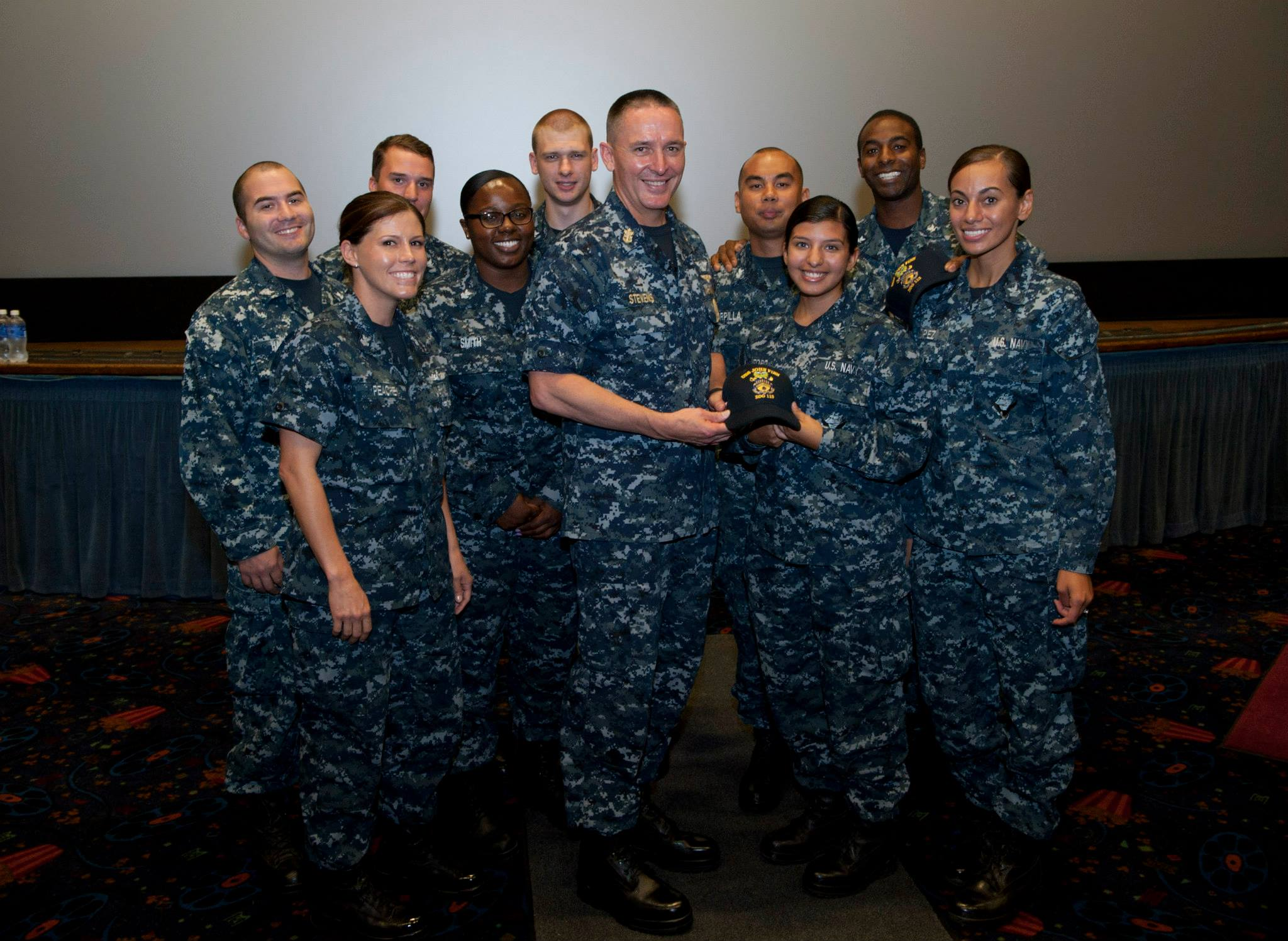
زيارة ستيفنز في سبتمبر 2015 للبحارة من (DDG-113).

حصل ستيفنز على تدريب أولي في سان دييغو، كاليفورنيا في يونيو 1983. ثم التحق بمدرسة ميكانيكي الطيران الهيكلي "أ" في ميلينجتون بولاية تينيسي وكانت أول مهمة له هي VQ-2 Rota بإسبانيا.
تضمنت مهام ستيفنز الأخرى ما يلي: منطقة تجنيد البحرية (مينيابوليس)؛ HM-14 (نورفولك، فيرجينيا )؛ HM-18 (نورفولك، فيرجينيا)؛ قيادة مدارس الطيران (بينساكولا، فلوريدا)، HS-4 (سان دييغو)؛ محطة VC-8 Roosevelt Roads البحرية (سيبا، بورتوريكو )؛ البحرية الجوية المحطة (بينساكولا)؛ طائرات الهليكوبتر القتالية البحرية الجناح الأطلسي والأسطول الثاني للولايات المتحدة (نورفولك، فيرجينيا).
في أكتوبر 2002، رُقي ستيفنز إلى رتبة ضابط الصف الرئيسي وعُين في VC-8، (Roosevelt Roads، Puerto Rico) كرئيس صيانة رئيسي وقائد للقيادة. في أكتوبر 2003، قدم ستيفنز تقريرًا إلى قاعدة البحرية الجوية (بينساكولا) وتولى مهامه كرئيس لقيادة القاعدة. في أغسطس 2006، قدم ستيفنز تقريرًا لـ HM-14 بصفته قائد القيادة الرئيسي. بعد جولة قصيرة ناجحة، في سبتمبر 2007، اختيره من قبل القائد، Helicopter Sea Combat Wing Atlantic، ليكون قائد الجناح الرئيسي لأكبر جناح هليكوبتر في البحرية الأمريكية.
في يناير 2009، اختير ستيفنز كرئيس لقيادة الأسطول الثاني للولايات المتحدة، ثم في يوليو 2010 كرئيس للأسطول السادس عشر لقيادة قوات الأسطول الأمريكية، قبل أن يُختار ليكون القائد الثالث عشر للأسطول الأمريكي. (البحرية) في يونيو 2012.
في 16 مارس 2016، أعلن ستيفنز أنه سيتقاعد في 2 سبتمبر بعد 33 عامًا من الخدمة في البحرية. أعلن رئيس العمليات البحرية عن اختيار القائد الرابع عشر لجنود البحرية في 9 يونيو 2016. تولى ستيفن س جيوردانو المسؤولية من ستيفنز في 2 سبتمبر 2016 خلال حفل تغيير القيادة في واشنطن نافي يارد.

## ما بعد البحرية
بعد ستة أيام من تقاعده، في 8 سبتمبر 2016، أعلنت شركة فيكتوري ميديا أن ستيفنز سيشغل منصب رئيس عملياتها. وفي يناير 2018، رُقي ستيفنز إلى منصب الرئيس التنفيذي لشركة Viqtory، المعروفة سابقًا باسم Victory Media.
في يناير 2019، غادر ستيفنز الشركة ليصبح المدير التنفيذي الوطني لـ Navy League of the United States، وهي منظمة خدمة عسكرية غير ربحية تدعم البحرية الأمريكية ومشاة البحرية وخفر السواحل والبحرية التجارية.